# パリス (曲)
パリス（Paris）は、イングランドのバンド、フレンドリー・ファイアーズの楽曲である。2007年にモシモシ・レコーズからシングルが発売された。2008年には新たにレコーディングされ、XLレコーディングスから再リリースされた（モシモシ・レコーズのバージョンでは、サビの部分を歌っているのはボーカルのエド・マックのみであるが、XLレコーディングスからの再発版ではオ・ルヴォワール・シモーヌという3人組の女性バンドとの掛け合いという形になっている）。同年に発売されたアルバム、「フレンドリー・ファイアーズ」に収録されている。